# Equação do pêndulo

Animação de um pêndulo

A matemática envolvida em um simples pêndulo pode ser bastante complexa. O estudo da equação do pêndulo envolve sobretudo a teoria das equações diferenciais e das integrais elípticas.

## A equação do movimento

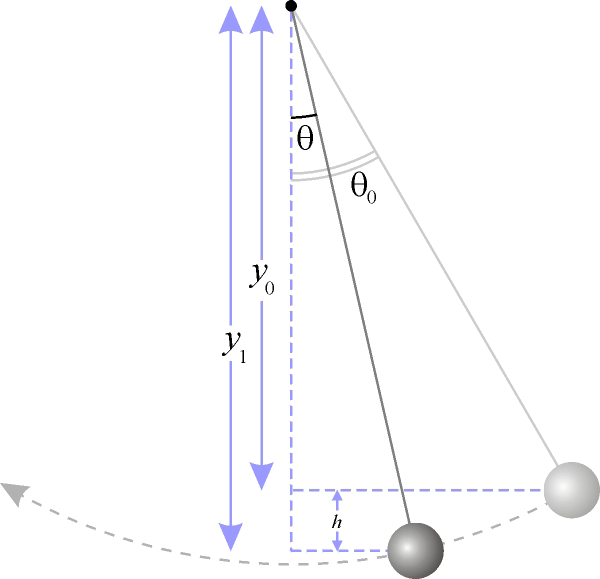
Trigonometria de um pêndulo gravitacional simples.

Um pêndulo gravitacional simples ideal envolve as seguintes hipóteses:
- A massa pendular está concentrada apenas no elemento oscilante;
- A haste pendular não possui massa, é inextensível e inflexível;
- O movimento pendular acontece em apenas duas dimensões (num plano);
- O movimento pendular é conservativo (não há força de atrito).

A equação diferencial ordinária que governa o movimento do pêndulo é a chamada "equação de Mathieu":
{\displaystyle {d^{2}\theta  \over dt^{2}}+{g \over \ell }\sin \theta =0}
onde {\displaystyle g} é a aceleração da gravidade e {\displaystyle \ell } é o comprimento da haste.
Pode-se reescrever esta equação na forma usual de sistemas dinâmicos:
{\displaystyle {\begin{bmatrix}\theta \\\omega \end{bmatrix}}'={\begin{bmatrix}\omega \\-{\frac {g}{\ell }}\sin \theta \end{bmatrix}}}

## Conservação de energia
Podemos encontrar uma lei de conservação para o movimento do pêndulo, integrando a equação de Mathieu multiplicada por {\displaystyle {\frac {d\theta }{dt}}\,} e observando a igualdade {\displaystyle {\frac {d^{2}\theta }{dt^{2}}}\cdot {\frac {d\theta }{dt}}={\frac {1}{2}}{\frac {d}{dt}}\left(\left({\frac {d\theta }{dt}}\right)^{2}\right)\,}:
{\displaystyle {\frac {1}{2}}\left({d\theta  \over dt}\right)^{2}-{g \over \ell }\cos \theta =C.}
onde C é a constante de integração que depende das condições iniciais.
Podemos reorganizar esta expressão da seguinte forma:
{\displaystyle {d\theta  \over dt}={\sqrt {{2g \over \ell }\left(\cos \theta +C'\right)}},~~~C'={\frac {C\ell }{2g}}}
Quando {\displaystyle \,C'} pertence ao intervalo {\displaystyle [-1,+1]\,}, existe um ângulo {\displaystyle \theta _{0}>0\,} tal que {\displaystyle \cos \theta _{0}=-C'\,} e mais uma vez podemos reescrever a lei de conservação da seguinte forma:
{\displaystyle {d\theta  \over dt}={\sqrt {{2g \over \ell }\left(\cos \theta -\cos \theta _{0}\right)}}.}
Aqui {\displaystyle \theta _{0}\,} é o ponto de repouso do pêndulo e, portanto, seu o movimento fica restrito ao intervalo {\displaystyle \theta \in [-\theta _{0},\theta _{0}]\,}

## Aproximação para pequenas amplitudes
A equação do pêndulo apresentada nas secções anteriores é não linear, podemos simplificar o problema através de uma linearização do mesmo em torno de {\displaystyle \theta =0\,}. Esta linearização consiste em restringir-se ao caso em que as amplitudes são muito pequenas. Neste caso, o termo não linear é aproximado como:
{\displaystyle \sin \theta \approx \theta ,~~|\theta |\ll 1.}
O que resulta em:
{\displaystyle {d^{2}\theta  \over dt^{2}}+{g \over \ell }\theta =0.}
Esta é a equação do oscilador harmônico. Se complementado com as condições iniciais  {\displaystyle \theta (0)=\theta _{0}} e {\displaystyle {d\theta  \over dt}(0)=0}, a solução desta equação é dada por:
{\displaystyle \theta (t)=\theta _{0}\cos \left({\sqrt {g \over \ell \,}}\,t\right)\quad \quad \quad \quad |\theta _{0}|\ll 1.}
onde {\displaystyle \theta _{0}} é o ângulo máximo que o pêndulo atinge. O período das oscilações é, então, dado por:
{\displaystyle T_{0}=2\pi {\sqrt {\ell  \over g}}\quad \quad \quad \quad |\theta _{0}|\ll 1.} Esta expressão é conhecida como "lei de Huygens".

## Período em função da amplitude

Comparação entre o período real a aproximação de pequenos ângulos.

Quanto as amplitudes não podem mais ser consideradas pequenas e a aproximação do oscilador harmônico não é mais válida, podemos calcular o valor exato do período invertendo a equação da lei de conservação
{\displaystyle {dt \over d\theta }={1 \over {\sqrt {2}}}{\sqrt {\ell  \over g}}{1 \over {\sqrt {\cos \theta -\cos \theta _{0}}}}} e integrando ao longo de um quarto de período:
{\displaystyle T=4{1 \over {\sqrt {2}}}{\sqrt {\ell  \over g}}\int _{0}^{\theta _{0}}{1 \over {\sqrt {\cos \theta -\cos \theta _{0}}}}\,d\theta .}
Esta integral não pode ser expressa em termos de funções elementares mas pode ser reescrita como uma integral elíptica do primeiro tipo:
{\displaystyle T=4{\sqrt {\ell  \over g}}F\left(\sin {\theta _{0} \over 2},{\pi  \over 2}\right)}
onde  {\displaystyle F(k,\phi )} é a função elíptica de Legendre do primeiro tipo 
definida como:
{\displaystyle F(k,\phi )=\int _{0}^{\phi }{1 \over {\sqrt {1-k^{2}\sin ^{2}{\theta }}}}\,d\theta .}
Podemos expandir a função elíptica e obter a seguinte série para o periodo T do pêndulo:
{\displaystyle {\begin{alignedat}{2}T&=2\pi {\sqrt {\ell  \over g}}\left(1+\left({\frac {1}{2}}\right)^{2}\sin ^{2}\left({\frac {\theta _{0}}{2}}\right)+\left({\frac {1\cdot 3}{2\cdot 4}}\right)^{2}\sin ^{4}\left({\frac {\theta _{0}}{2}}\right)+\left({\frac {1\cdot 3\cdot 5}{2\cdot 4\cdot 6}}\right)^{2}\sin ^{6}\left({\frac {\theta _{0}}{2}}\right)+\cdots \right)\\&=2\pi {\sqrt {\ell  \over g}}\cdot \sum _{n=0}^{\infty }\left[\left({\frac {(2n)!}{(2^{n}\cdot n!)^{2}}}\right)^{2}\cdot \sin ^{2n}\left({\frac {\theta _{0}}{2}}\right)\right]\end{alignedat}}}
Se desenvolvermos esta série para T temos:
{\displaystyle T=2\pi {\sqrt {l \over g}}(1+{\theta _{0}^{2} \over 16}+{11\theta _{0}^{4} \over 3072}+...)}.

Amplitude menor e período menor.

Amplitude maior e período maior.

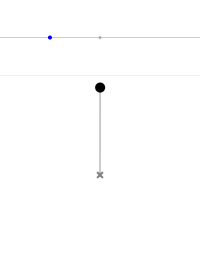
Ponto de equilíbrio instável.

A tabela seguinte compara as aproximações de segunda e quarta ordem com os valores exatos do período para vários valores diferentes de amplitude.
| {\displaystyle \theta \,} (graus) | {\displaystyle \theta \,} (radianos) | {\displaystyle 1+{\frac {\theta _{0}^{2}}{16}}} | {\displaystyle 1+{\frac {\theta _{0}^{2}}{16}}+{11\theta _{0}^{4} \over 3072}} | {\displaystyle Exato}   |
| --------------------------------- | ------------------------------------ | ----------------------------------------------- | ------------------------------------------------------------------------------ | ----------------------- |
| 10                                | 0,175                                | 1,00                                            | 1,00                                                                           | 1,00                    |
| 20                                | 0,349                                | 1,01                                            | 1,01                                                                           | 1,01                    |
| 30                                | 0,524                                | 1,02                                            | 1,02                                                                           | 1,02                    |
| 40                                | 0,698                                | 1,03                                            | 1,03                                                                           | 1,03                    |
| 50                                | 0,873                                | 1,05                                            | 1,05                                                                           | 1,05                    |
| 60                                | 1,047                                | 1,07                                            | 1,07                                                                           | 1,07                    |
| 70                                | 1,222                                | 1,09                                            | 1,10                                                                           | 1,10                    |
| 80                                | 1,396                                | 1,12                                            | 1,14                                                                           | 1,14                    |
| 90                                | 1,571                                | 1,15                                            | 1,18                                                                           | 1,18                    |
| 100                               | 1,745                                | 1,19                                            | 1,22                                                                           | 1,23                    |
| 110                               | 1,920                                | 1,23                                            | 1,28                                                                           | 1,30                    |
| 120                               | 2,094                                | 1,27                                            | 1,34                                                                           | 1,37                    |
| 130                               | 2,269                                | 1,32                                            | 1,42                                                                           | 1,47                    |
| 140                               | 2,443                                | 1,37                                            | 1,50                                                                           | 1,60                    |
| 150                               | 2,618                                | 1,43                                            | 1,60                                                                           | 1,76                    |
| 160                               | 2,793                                | 1,49                                            | 1,71                                                                           | 2,01                    |
| 170                               | 2,967                                | 1,55                                            | 1,83                                                                           | 2,44                    |
| 180                               | 3,142                                | 1,62                                            | 1,96                                                                           | {\displaystyle \infty } |

Quando o pêndulo parte do repouso com um ângulo inicial de {\displaystyle 180^{\circ }}, {\displaystyle T=\infty \,}, pois o pêndulo permanece no repouso.

## Retrato de fase
Denomina-se órbita de fase a representação parametrizada no tempo do par ({\displaystyle \theta (t)},{\displaystyle {\dot {\theta }}(t)}). No gráfico abaixo, {\displaystyle \theta } é a absissa e {\displaystyle {\dot {\theta }}} é a ordenada. O gráfico fica dividido em:
- A região de oscilação (em preto). Cada órbita é percorrida no sentido horário e gira em torno de pontos de equilíbrio estável S, que correspondem a {\displaystyle \theta _{0}} igual a {\displaystyle 0}, {\displaystyle 2\pi }, {\displaystyle 4\pi }, etc. Nesta região o pêndulo atinge uma altura máxima com velocidade angular zero quando seu movimento troca de sentido.
- As duas regiões de revolução (em vermelho), onde o pêndulo tem energia suficiente para fazer revoluções completas sem nunca atingir o repouso.
- Os pontos de equilíbrio estável S.
- Os pontos de equilíbrio instável I correspondentes aos valores de {\displaystyle \pi }, {\displaystyle 3\pi }, {\displaystyle 5\pi }, etc.
- A separatriz (em azul), correspondente às orbitas limites convergindo aos (ou dos) pontos I em tempo infinito.

Pêndulos com amplitudes diferentes.

## Aproximação de terceira ordem
Podemos proceder com uma aproximação melhor para o seno na equação do pêndulo:
{\displaystyle \sin(\theta )\simeq \theta -{\frac {\theta ^{3}}{6}}\quad \quad \quad \quad |\theta _{0}|\ll 1\,}
Esta aproximação de terceira ordem, leva a um caso particular da equação de Duffing:
{\displaystyle {d^{2}\theta  \over dt^{2}}+{g \over \ell }\left(\theta -{\frac {\theta ^{3}}{6}}\right)=0.}
O Oscilador de Duffing (nestas condições), em contraste com o pêndulo, apresenta comportamento oscilatório para todas as amplitudes.